# Thysanofiorinia leei
Thysanofiorinia leei är en insektsart som beskrevs av Williams 1971. Thysanofiorinia leei ingår i släktet Thysanofiorinia och familjen pansarsköldlöss. Inga underarter finns listade i Catalogue of Life.